# Cam'ron
Кемерон Езік Джайлз (англ. Cameron Ezike Giles; нар. 4 лютого 1976, Гарлем, Нью-Йорк, США), відоміший під псевдонімом Cam'ron (укр. Кем’рон) — американський репер, актор і бізнесмен. Є автором таких хіт-синглів, як «Oh Boy» та «Hey Ma» (обидва за участю репера Juelz Santana), які зайняли 4-те і 3-тє місця відповідно в чарті Billboard Hot 100. Окрім сольної кар’єри, Cam'ron є лідером гурту The Diplomats (також відомої як Dipset), який він створив у 1997 році разом зі своїм другом дитинства Jim Jones та його двоюрідним братом Freekey Zekey. Він також був половиною дуету U.N. (Us Now) і членом-засновником The Children of the Corn до того, як вони розпалися в 1997 році. Джайлз також іноді працював як актор, знявшись у декількох фільмах.

## Біографія
Народився 4 лютого 1976 року, виріс у Гарлемі, Нью-Йорк. Його виховувала мати Фредеріка Джайлз. Він навчався в Манхеттенському центрі науки і математики, де зустрів своїх давніх друзів Mase і Jim Jones. Він був багатообіцяючим баскетболістом разом із Mase, однак він не зміг скористатися пропозиціями про стипендію через погану академічну освіту. Натомість він вступив до коледжу в Техасі, навіть не закінчивши середню школу, але незабаром кинув навчання і повернувся до Гарлему, де почав продавати наркотики, перш ніж почати свою реп-кар'єру. Зрештою Джайлза познайомили з The Notorious B.I.G. через що Кемерон отримав контракт з лейблом Untertainment.
Він розпочав свою музичну кар'єру в середині 1990-х, читаючи реп разом з Big L, Mase і його двоюрідним братом Bloodshed в групі під назвою Children of the Corn. Після смерті Bloodshed в автомобільній аварії 2 березня 1997 року група розпалася, а інші учасники почали сольну кар'єру.

## Кар'єра
Його дебютний альбом Confessions of Fire вийшов у липні 1998 року на лейблі Bad Boy Records.
У 2000 році Кем'рон працював з музичним керівником Томмі Моттолою і випустив свій другий альбом S.D.E. на Sony та Epic Records. З композиціями Destiny's Child, Juelz Santana, Jim Jones, N.O.R.E. та продюсером Digga, він включав відносно успішні сингли «Let Me Know» і «What Means The World To You». Альбом досяг 2-го місця в чарті R&B/Hip-Hop Albums і 14-го місця в Billboard 200.
У 2001 році підписав контракт зі своїм другом дитинства і новим менеджером Деймоном Дешем із Roc-A-Fella Records разом із такими виконавцями, як Jay-Z, Beanie Sigel, Freeway та Memphis Bleek. З Деймоном Дешем та його партнерами по Roc-A-Fella Карімом Біггсом і Джей-Зі було узгоджено угоду на 4,5 мільйона доларів у формі рекордного авансу. Його третій і найуспішніший альбом Come Home with Me вийшов в 2002 році за участю таких гостей, як Jay-Z, Beanie Sigel і Memphis Bleek, а також продюсерами Just Blaze, Kanye West і The Heatmakerz. До нього увійшли хіти "Oh Boy" і "Hey Ma", обидва з яких представляли нового учасника The Diplomats Джулза Сантану. Альбом отримав платиновий статус і послугував сходинкою для підписання контракту гурту The Diplomats на Roc-A-Fella.
У березні 2003 року Кем'рон об'єднався зі своїми колегами-членами Diplomats Джимом Джонсом, Джуелз Сантаною та Фрікі Зікі, щоб випустити дебютний подвійний альбом Diplomats, Diplomatic Immunity, який швидко був сертифікований "золотим" RIAA. Альбом містив головний сингл "Dipset Anthem", ремікс на хіт Cam'rona "Hey Ma" та сингл "I Really Mean It", а також продюсування Каньє Веста, Just Blaze та The Heatmakerz. Через рік Diplomats випустили другий альбом Diplomatic Immunity 2.
7 грудня 2004 року  вийшов четвертий студійний альбом Кем'рона Purple Haze. Він показав співпрацю з Каньє Вестом, Джахаймом, Twista, Джулз Сантаною та різними іншими артистами і в кінцевому підсумку досяг золотого статусу. Альбом також мав успіх у критиків, зайнявши 114-е місце в списку 200 найкращих альбомів першого десятиліття 21-го століття за версією Pitchfork Media і 10-е місце в списку найкращих альбомів десятиліття за версією Rhapsody. Однак, відчувши, що альбом погано просувається і що його проєкти не приділяють достатньої уваги, Кем'рон розірвав контракт з Roc-A-Fella Records.
28 квітня 2005 року Кемрон офіційно приєднався до Warner Music Group. Він почав роботу над тим, що стане його першим проєктом для нового лейбла. П'ятий студійний альбом Кем'рона під назвою Killa Season вийшов 16 травня 2006 року і був менш успішний, ніж два попередні релізи.
Після виходу Killa Season і ворожнечі з 50 Cent у 2007 році, Кем'рон взяв трирічну перерву в музиці після того, як його мати перенесла три інсульти, внаслідок чого їй паралізувало лівий бік. Він переїхав з нею до Флориди, щоб налаштувати її реабілітацію та терапію, і залишився там, поки вона повністю не одужала. Наступний альбом Кем'рона Crime Pays вийшов у 2009 році і зайняв 3-й рядок в Billboard 200.
З 2010 року випускав безліч мікстейпів та колаборацій з такими артистами, як Віз Халіфа, Нікі Мінаж, Рік Росс, а в 2019 році випустив свій сьомий студійний альбом Purple Haze 2, який виявився не дуже успішним та зайняв 180-е місце в чарті Billboard 200.

## Особисте життя
23 жовтня 2005 року Кемрон виходив з нічного клубу у Вашингтоні, округ Колумбія, виступаючи напередодні в Говардському університеті. Коли невдовзі після півночі він зупинився на світлофорі на перехресті, коли пасажир сусіднього автомобіля почав погрожувати Кем'рону, щоб той віддав свій Lamborghini. Кем'рон чинив опір, і чоловік вистрілив в нього. У Кем'рона попали принаймі один раз, коли він тримався за кермо. Але він міг керувати автомобілем, тому їздив вулицями і блимав фарами, поки фанат не довіз його до лікарні. Нападники поїхали, врізалися в припаркований автомобіль і втекли з місця події. Поліція знайшла на місці аварії мобільний телефон, за допомогою якого вони намагалися розшукати підозрюваних. Кем'рон заявив, що не знає, хто в нього стріляв, хоча пізніше, у пісні "Gotta Love It" за участю Max B, він стверджує, що бачив, як стрілець показав руками "діамантовий" символ Roc-A-Fella Records перед пострілами.

## Дискографія
Студійні альбоми
- Confessions of Fire (1998)
- S.D.E. (2000)
- Come Home with Me (2002)
- Purple Haze (2004)
- Killa Season (2006)
- Crime Pays (2009)
- Purple Haze 2 (2019)

## Фільмографія
- Заплатити сповна (2002)
- Державна власність 2 (2005)
- Killa Season (2006)
- First Of The Month (2012)
- Percentage (2013)
- Love & Hip Hop: New York (2012; 2016–2017)
- За честь (2018)
- Queens (2021)